# Kivisaari (ö i Finland, Kymmenedalen, Kotka-Fredrikshamn)
Kivisaari är en ö i Finland.   Den ligger i kommunen Pyttis i den ekonomiska regionen  Kotka-Fredrikshamn  och landskapet Kymmenedalen, i den södra delen av landet, 100 km öster om huvudstaden Helsingfors.